# Browerville (Minnesota)
Browerville es una ciudad ubicada en el condado de Todd en el estado estadounidense de Minnesota. En el Censo de 2010 tenía una población de 790 habitantes y una densidad poblacional de 288,03 personas por km².

## Geografía
Browerville se encuentra ubicada en las coordenadas 46°4′51″N 94°51′53″O / 46.08083, -94.86472. Según la Oficina del Censo de los Estados Unidos, Browerville tiene una superficie total de 2.74 km², de la cual 2.74 km² corresponden a tierra firme y (0%) 0 km² es agua.

## Demografía
Según el censo de 2010, había 790 personas residiendo en Browerville. La densidad de población era de 288,03 hab./km². De los 790 habitantes, Browerville estaba compuesto por el 95.32% blancos, el 0.63% eran afroamericanos, el 0.38% eran amerindios, el 0.51% eran asiáticos, el 0% eran isleños del Pacífico, el 1.77% eran de otras razas y el 1.39% pertenecían a dos o más razas. Del total de la población el 3.8% eran hispanos o latinos de cualquier raza.

## Personalidades destacadas
- LaVyrle Spencer, autor de best-sellers[7]
- Joseph Kiselewski, escultor[8]